# 歐陽俊
歐陽俊，江西泰和縣人，明朝政治人物、進士出身。

## 生平
永樂二年，登進士。后選為翰林院庶吉士，編撰永樂大典。